# 1893 aux États-Unis
Pour des articles plus généraux, voir Chronologie des États-Unis et 1893.
Chronologie des États-Unis
- 1889
- 1890
- 1891
- 1892
- 1893
- 1894
- 1895
- 1896
- 1897

Cette page concerne des événements d'actualité qui se sont produits durant l'année 1893 du calendrier grégorien aux États-Unis.

## Événements
- Janvier : achèvement de la ligne transcontinentale Great Northern Pacific. Commencée en 1878, elle relie Saint Paul à Seattle.
- Février : début de la panique financière. La politique dispendieuse de Benjamin Harrison, le retrait des investissements britanniques, les conséquences du tarif McKinley ont créé une situation de crise. En quelques mois, 642 banques, 16 000 entreprises sont en faillite tandis que la production industrielle et les prix agricoles s’effondrent brutalement. De un million en août, le nombre de chômeurs passe à trois millions en décembre (sur quinze millions de travailleurs).
- 4 mars : début de la présidence démocrate de Grover Cleveland (fin en 1897)[1].
- 25 mars : la loi antitrust est invoquée contre des dirigeants syndicaux. Un procureur de La Nouvelle-Orléans a estimé que le syndicat peut être assimilé à une entente qui vise à restreindre la liberté de commerce, tombant sous le coup de la loi Sherman.
- 1er mai - 30 octobre : exposition universelle à Chicago (World's Columbian Exposition)[2]. Elle a lieu cette année-là dans le cadre de la célébration du 400e anniversaire de l’arrivée de l’explorateur Christophe Colomb dans le Nouveau Monde[3].
- 5 mai : panique financière[4]. La Bourse de New York s’effondre, provoquant une dépression économique (1893-1897) suivie d’un fantastique mouvement de fusion d’entreprises.
- 8 août : début des débats au Congrès pour l’abrogation du Sherman Silver Purchase Act.
- 21 septembre[5] : les frères Dan et Frank Duryea présentent la première automobile américaine à essence.
- 1er novembre[6]: Grover Cleveland obtient l’abrogation du Sherman Silver Purchase Act pour freiner la fuite des réserves d’or. Il s’aliène dans son propre parti les représentants du Sud et de l’Ouest agraire qui voient dans la frappe illimitée de l’argent le moyen de provoquer une inflation salutaire. La mesure s’avère rapidement inopérante